# John Mulcahy
John Joseph Francis Mulcahy (Nova York, 20 de juliol de 1876 – Nova York, 19 de novembre de 1942) va ser un remer estatunidenc que va competir a primers del segle xx.
El 1904 va prendre part en els Jocs Olímpics de Saint Louis, on va guanyar dues medalles del programa de rem: la d'or en la prova de doble scull i la de plata en Dos sense timoner, en ambdós casos fent parella amb William Varley. El 1894 es graduà a la Fordham University.